# Bí mật của Walter Mitty (phim 2013)
Bí mật của Walter Mitty (tiếng Anh: The Secret Life of Walter Mitty) là một bộ phim phiêu lưu hài-chính kịch của Mỹ năm 2013 do Ben Stiller đạo diễn, đồng sản xuất và đóng chính, với kịch bản viết bởi Steve Conrad. Phim còn có sự tham gia của Kristen Wiig, Shirley MacLaine, Adam Scott, Kathryn Hahn và Sean Penn.